# Lormont
Cet article possède un paronyme, voir Lomont.
Lormont est une commune du Sud-Ouest  de la France, située dans le département de la Gironde, en région Nouvelle-Aquitaine.

## Géographie

### Localisation
Commune de l'Entre-deux-Mers située dans l'aire d'attraction de Bordeaux et dans son unité urbaine sur la rive droite de la Garonne à 6 km au nord et en aval de Bordeaux, Lormont est longtemps restée une petite commune de l’agglomération bordelaise jusqu’à son entrée dans la Communauté urbaine de Bordeaux lors de sa création le 1er janvier 1968.
Ancien chef-lieu de canton, Lormont est l'une des vingt-huit communes de la métropole de Bordeaux. Forte de 24 654 habitants, elle s'inscrit dans le périmètre d'une agglomération bordelaise en constante progression, au centre de l'axe Arcachon-Bordeaux-Libourne, aire métropolitaine concentrant près de 1 250 000 habitants. Ses habitants sont appelés les Lormontais.
La cité, qui s'est développée sur une crête, sur la rive droite de la Garonne, doit au caractère stratégique de son site d'être choisie comme lieu de résidence, d'abord par les archevêques de Bordeaux, puis par les rois-ducs et princes d'Aquitaine, pendant la période anglo-gasconne : c'est d'ailleurs au château de Lormont que naquit Richard II, roi d'Angleterre et duc d'Aquitaine. Le bourg développe dès cette époque un port, d'où des passeurs font la navette avec Bordeaux. Au XVIIIe siècle sont aménagés des chantiers navals, embryons des célèbres Forges et chantiers de la Gironde. Célébré par Stendhal, le bourg abrite de nombreuses guinguettes au XIXe siècle, où les Bordelais viennent se divertir.
La morphologie de la commune change dans les années 1960, avec la construction de lotissements et de logements sociaux : la population passe ainsi de 5 976 habitants en 1962 à 10 774 habitants en 1968 et dépasse les 20 000 vers 1980. Infrastructures commerciales, sportives et scolaires sont édifiées pour répondre à cet afflux de population, de même que des zones d'activités et plusieurs centres commerciaux (Quatre pavillons, Génicart, etc.)
Lormont est aujourd'hui une commune de la première couronne périurbaine de Bordeaux, dont elle constitue une des banlieues nord. Elle compte sur une parure monumentale discrète, parfois classée (église Saint-Martin, ermitage Sainte-Catherine...) et sur la présence du pont d'Aquitaine, « monument emblématique » de la cité.

### Communes limitrophes
Les communes limitrophes sont Bassens, Artigues-près-Bordeaux, Bordeaux, Carbon-Blanc, Cenon, Sainte-Eulalie et Yvrac.
| Garonne                           | Bassens Carbon-Blanc | Sainte-Eulalie         |
| Garonne                           | Lormont              | Yvrac                  |
| Bordeaux (quartier de La Bastide) | Cenon                | Artigues-près-Bordeaux |

### Plans de la commune

Cartes
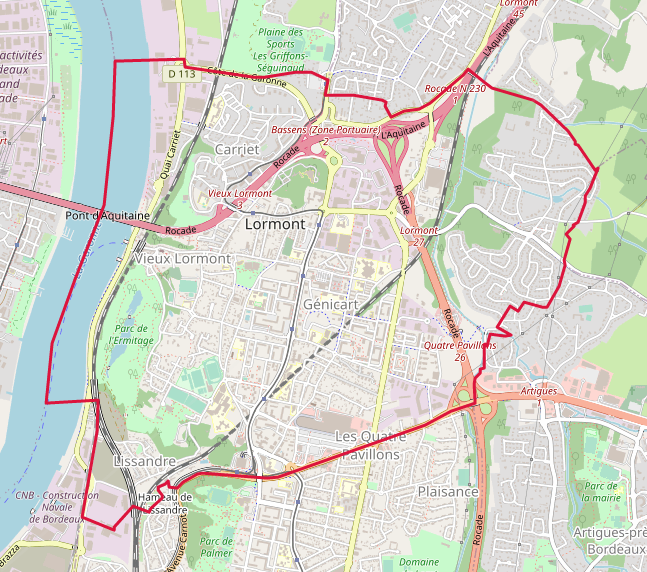
Carte OpenStreetMap
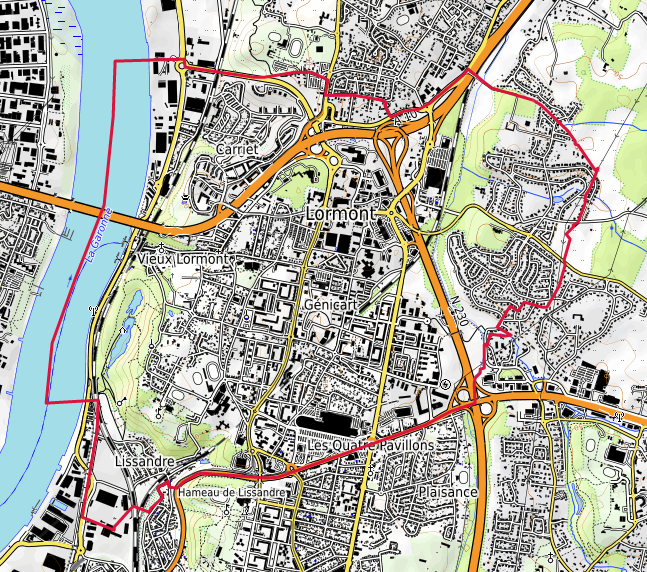
Carte topographique

### Géologie
Plaine alluviale construite dans le prolongement de la zone de l’Entre-deux-Mers, au confluent des deux vallées de la Dordogne et de la Garonne ; cet espace est constitué par des sédiments estuariens récents. Au-delà de 60 mètres d’altitude, les sols sont constitués d’un plateau calcaire.
Lormont est installé sur deux collines, le cap deu Tureu au nord et la Roqua au sud, qui encadrent une étroite vallée. L’altitude maximale relevée à Lormont est située à 63 mètres.

### Hydrographie
La commune longée par la Garonne se voit traversée par deux ruisseaux canalisés, le Pimpin et les Garosses, formant des esteys.

### Climat
Pour des articles plus généraux, voir Climat de la Nouvelle-Aquitaine et Climat de la Gironde.
Historiquement, la commune est exposée à un climat océanique aquitain.
En 2020, Météo-France publie une typologie des climats de la France métropolitaine dans laquelle la commune est exposée à un climat océanique et est dans la région climatique  Aquitaine, Gascogne, caractérisée par une pluviométrie abondante au printemps, modérée en automne, un faible ensoleillement au printemps, un été chaud (19,5 °C), des vents faibles, des brouillards fréquents en automne et en hiver et des orages fréquents en été (15 à 20 jours).
Pour la période 1971-2000, la température annuelle moyenne est de 13,3 °C, avec une amplitude thermique annuelle de 14,4 °C. Le cumul annuel moyen de précipitations est de 907 mm, avec 12 jours de précipitations en janvier et 5,5 jours en juillet. Pour la période 1991-2020, la température moyenne annuelle observée sur la station météorologique la plus proche, située sur la commune de Mérignac à 10 km à vol d'oiseau, est de 14,2 °C et le cumul annuel moyen de précipitations est de 924,9 mm,. Pour l'avenir, les paramètres climatiques de la commune estimés pour 2050 selon différents scénarios d’émission de gaz à effet de serre sont consultables sur un site dédié publié par Météo-France en novembre 2022.

## Urbanisme

### Typologie
Au 1er janvier 2024, Lormont est catégorisée grand centre urbain, selon la nouvelle grille communale de densité à sept niveaux définie par l'Insee en 2022.
Elle appartient à l'unité urbaine de Bordeaux, une agglomération intra-départementale regroupant 73  communes, dont elle est une commune de la banlieue,,. Par ailleurs la commune fait partie de l'aire d'attraction de Bordeaux, dont elle est une commune du pôle principal,. Cette aire, qui regroupe 275 communes, est catégorisée dans les aires de 700 000 habitants ou plus (hors Paris),.

### Occupation des sols

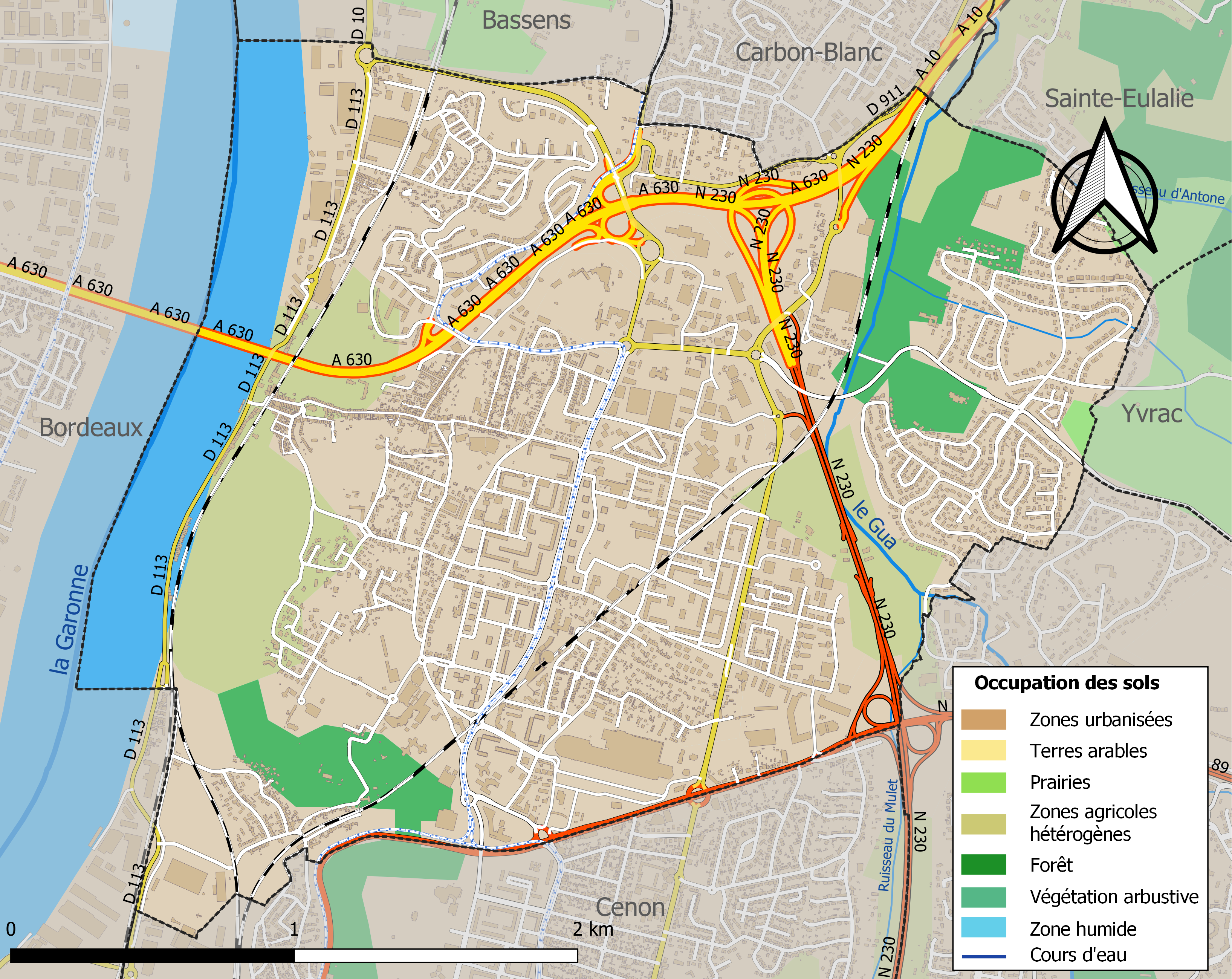
Carte des infrastructures et de l'occupation des sols de la commune en 2018 (CLC).

L'occupation des sols de la commune, telle qu'elle ressort de la base de données européenne d’occupation biophysique des sols Corine Land Cover (CLC), est marquée par l'importance des territoires artificialisés (73,4 % en 2018), en augmentation par rapport à 1990 (71,5 %). La répartition détaillée en 2018 est la suivante : 
zones urbanisées (49,9 %), zones industrielles ou commerciales et réseaux de communication (23,6 %), zones agricoles hétérogènes (11,5 %), eaux continentales (7,8 %), forêts (7,1 %), prairies (0,2 %). L'évolution de l’occupation des sols de la commune et de ses infrastructures peut être observée sur les différentes représentations cartographiques du territoire : la carte de Cassini (XVIIIe siècle), la carte d'état-major (1820-1866) et les cartes ou photos aériennes de l'IGN pour la période actuelle (1950 à aujourd'hui).

### Quartiers
La ville s'étend sur 735 hectares et peut être partagée en plusieurs grands quartiers :
1. Carriet : situé au nord du bourg, près de Bassens, il est entouré d’axes routiers. Doté de la piscine municipale, de nouvelles structures éducatives et d’un habitat mixte en renouvellement, le site très vallonné, offre sur les hauteurs des perspectives sur la Garonne et Bordeaux. Carriet est qualifié de « Cité-jardin » et est un quartier prioritaire avec 3 245 habitants en 2018 ;
2. Génicart : regroupe l’habitat des années 1970 sur le « plateau ». Essentiellement composé des bâtiments liés aux zones à urbaniser en priorité (ZUP), il est aujourd’hui en plein renouvellement urbain. Sa partie orientale est classée prioritaire avec 3 771 habitants en 2018 ;

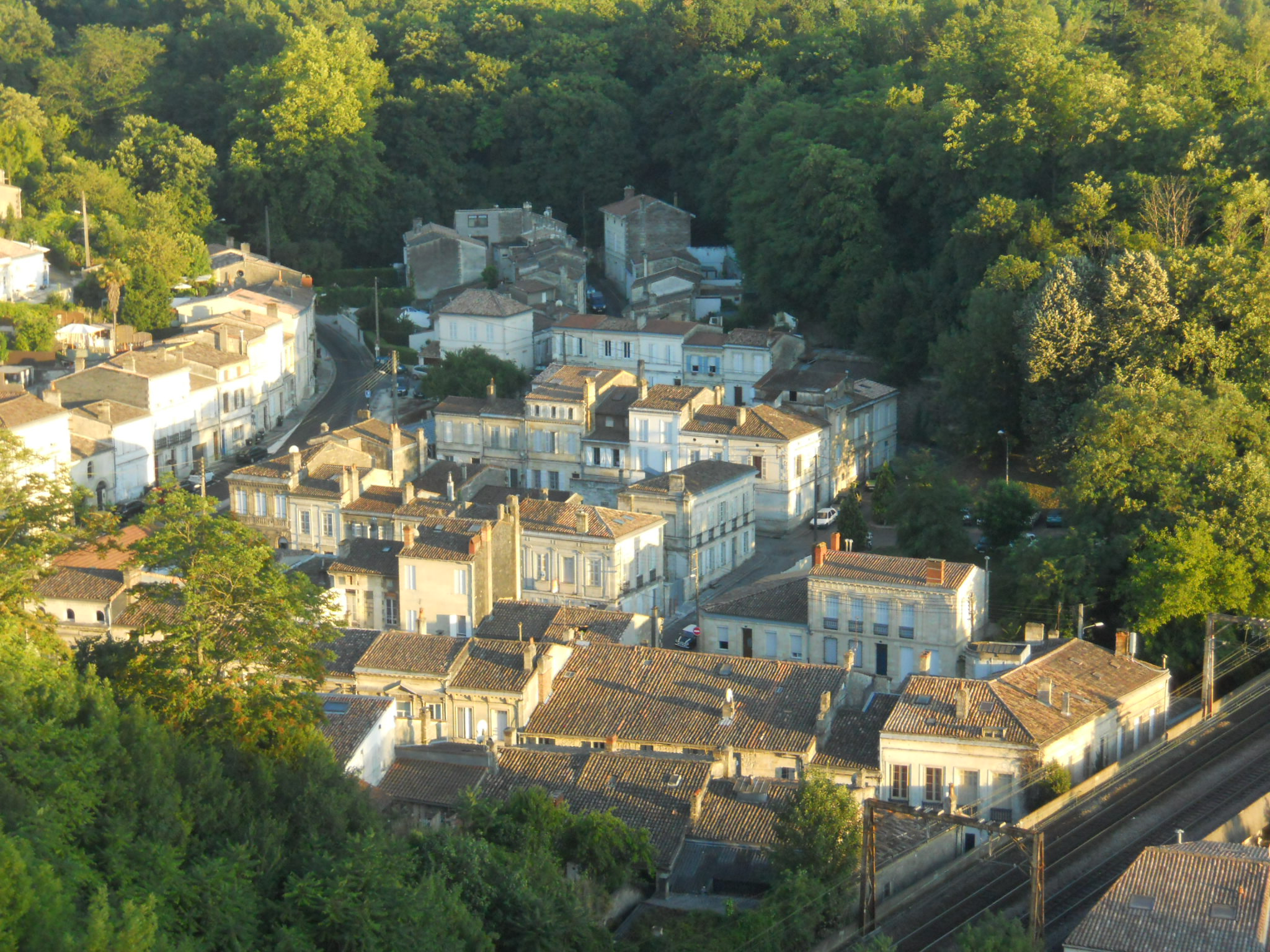
Le vieux-bourg.

3. Le Bourg : il inclut le port et les bâtisses en façade, l’ancien palais et englobe les maisons anciennes du « Lormont des origines » avec le viaduc de chemin de fer. Le port quant à lui est situé à l’embouchure des ruisseaux les Garosses et du Pimpin canalisés. Les quais accueillant autrefois les ateliers de constructions navales abrite aujourd’hui la capitainerie du Port autonome de Bordeaux.
4. Le Grand Tressan – Domaine du Manoir : situé à l’est de la ville, ce quartier de résidences individuelles est limitrophe avec les villes de Sainte-Eulalie, Yvrac, Artigues-près-Bordeaux et Carbon-Blanc
5. Les Iris-Lissandre : situé en bordure de la Garonne et de Génicart, le quartier Iris – Lissandre englobe avec lui : le parc de l’Ermitage d’une superficie de 30 ha, le château des Iris et la ferme des Iris proposant à petits et grands de bons moments de découverte.
6. La Ramade : actuellement en construction, ce nouveau quartier ouvre déjà ses portes à de nombreux habitants bénéficiant de logements neufs.

### Voies de communication et transports
Elle est un lieu fréquenté grâce aux différents moyens de transports et axes routiers présents : les gondoles et la gare SNCF autrefois, le pont d'Aquitaine, la ligne A du tramway et la navette fluviale BatCub aujourd’hui.
Elle est accessible par les sorties no 2 (Lormont, Carbon-Blanc, Bassens, Zone portuaire), no 3 (Vieux Lormont), no 26 (Artigues Moulinat, Yvrac, Quatre Pavillons) et no 27 (Lormont, Carbon-Blanc de la rocade (A630).

### Transports en commun

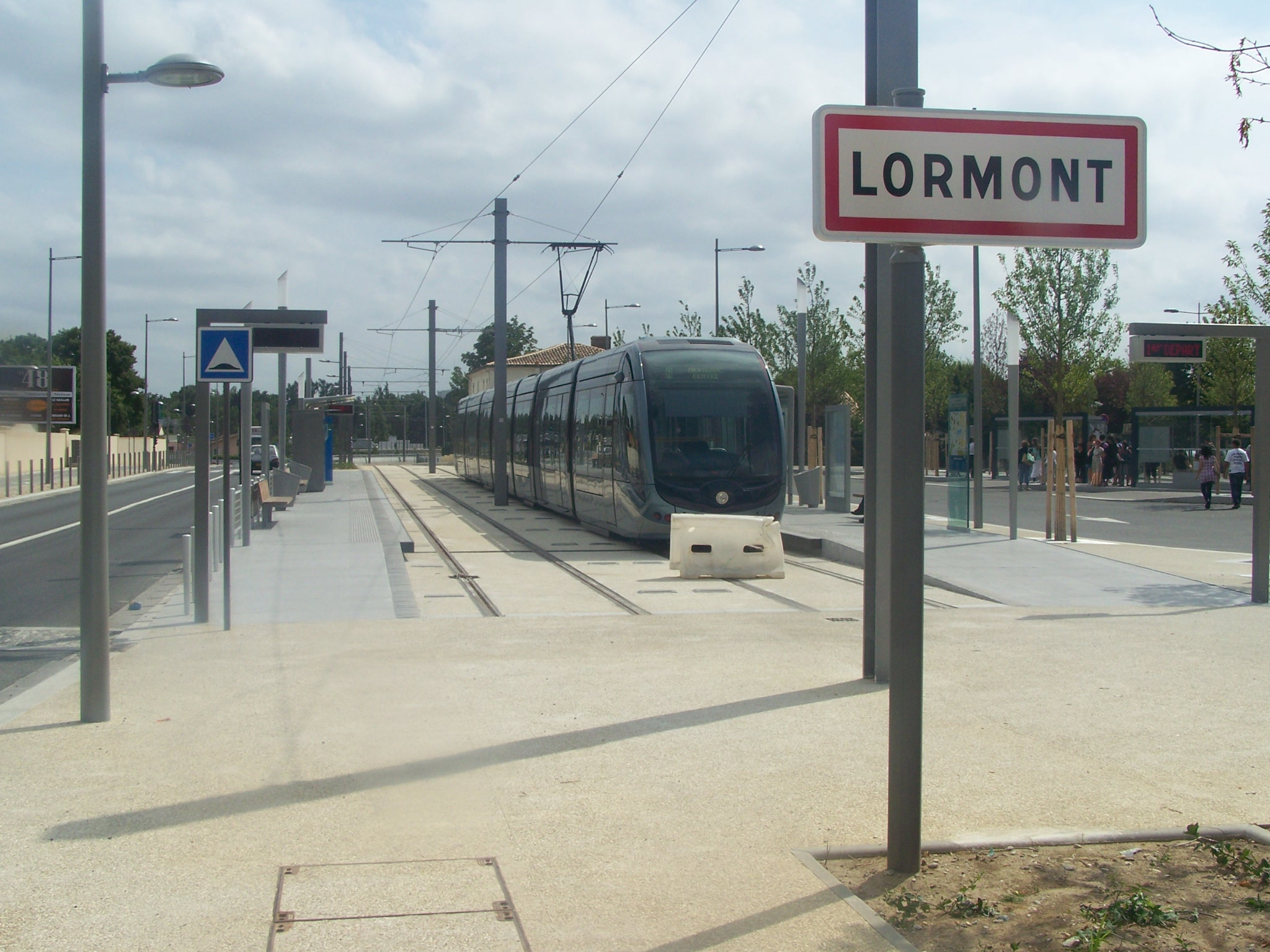
Entrée à Lormont en arrivant de Bassens : terminus du tram A.

#### Réseau TBM actuel
Lormont est desservie par les lignes TBM suivantes:
- (de l'arrêt Buttinière au terminus La Gardette)
- Bat³ (arrêt Lormont-Bas)
- 7 27 31 32 40 50 64 67 68 90 91 92 93 94 96

#### Réseau TBM à compter du 4 septembre 2023[19]
Le réseau TBM évoluant au 4 septembre 2023, Lormont sera desservie par les lignes TBM suivantes:
- (arrêt-terminus La Gardette)
- Bat³ (arrêt Lormont-Bas)
- 7 - 27 - 31 - 32 - 53 - 57 - 60 - 61 - 64 - 66 - 67

#### Réseau TransGironde
Les lignes 201, 202 et 301 à 303 partent de la station de tram Buttinière à destination de Blaye, Saint-Ciers-sur-Gironde, Pleine-Selve, Sante-Eulalie, Izon, Libourne ou Beychac-et-Caillaud.

### Risques majeurs
Le territoire de la commune de Lormont est vulnérable à différents aléas naturels : météorologiques (tempête, orage, neige, grand froid, canicule ou sécheresse), inondations, mouvements de terrains et séisme (sismicité faible). Un site publié par le BRGM permet d'évaluer simplement et rapidement les risques d'un bien localisé soit par son adresse soit par le numéro de sa parcelle.
La commune fait partie du territoire à risques importants d'inondation (TRI) de Bordeaux, regroupant les 28 communes concernées par un risque de submersion marine ou de débordement de la Garonne, un des 18 TRI qui ont été arrêtés fin 2012 sur le bassin Adour-Garonne. Les crues significatives qui se sont produites au XXe siècle, avec plus de 6,70 m mesurés au marégraphe de Bordeaux sont celles du 27 décembre 1999 (7,05 m, débit de la Garonne de 700 m3/s), du 13 décembre 1981 (6,85 m, 1500 à 2 000 m3/s), du 19 mars 1988 (6,84 m, 4 000 m3/s), du 7 février 1996 (6,77 m, 1 000 m3/s) et du 28 avril 1998 (6,73 m, 2 700 m3/s). Au XXIe siècle, ce sont celles liées à la tempête Xynthia du 28 février 2010 (6,92 m, 816 m3/s) et du 31 janvier 2014 (6,9 m, 2500 à 3 000 m3/s). Des cartes des surfaces inondables ont été établies pour trois scénarios : fréquent (crue de temps de retour de 10 ans à 30 ans), moyen (temps de retour de 100 ans à 300 ans) et extrême (temps de retour de l'ordre de 1 000 ans, qui met en défaut tout système de protection). La commune a été reconnue en état de catastrophe naturelle au titre des dommages causés par les inondations et coulées de boue survenues en 1982, 1985, 1986, 1988, 1999 et 2010,.
Les mouvements de terrains susceptibles de se produire sur la commune sont des affaissements et effondrements liés aux cavités souterraines (hors mines), des éboulements, chutes de pierres et de blocs et des tassements différentiels. Par ailleurs, afin de mieux appréhender le risque d’affaissement de terrain, l'inventaire national des cavités souterraines permet de localiser celles situées sur la commune.

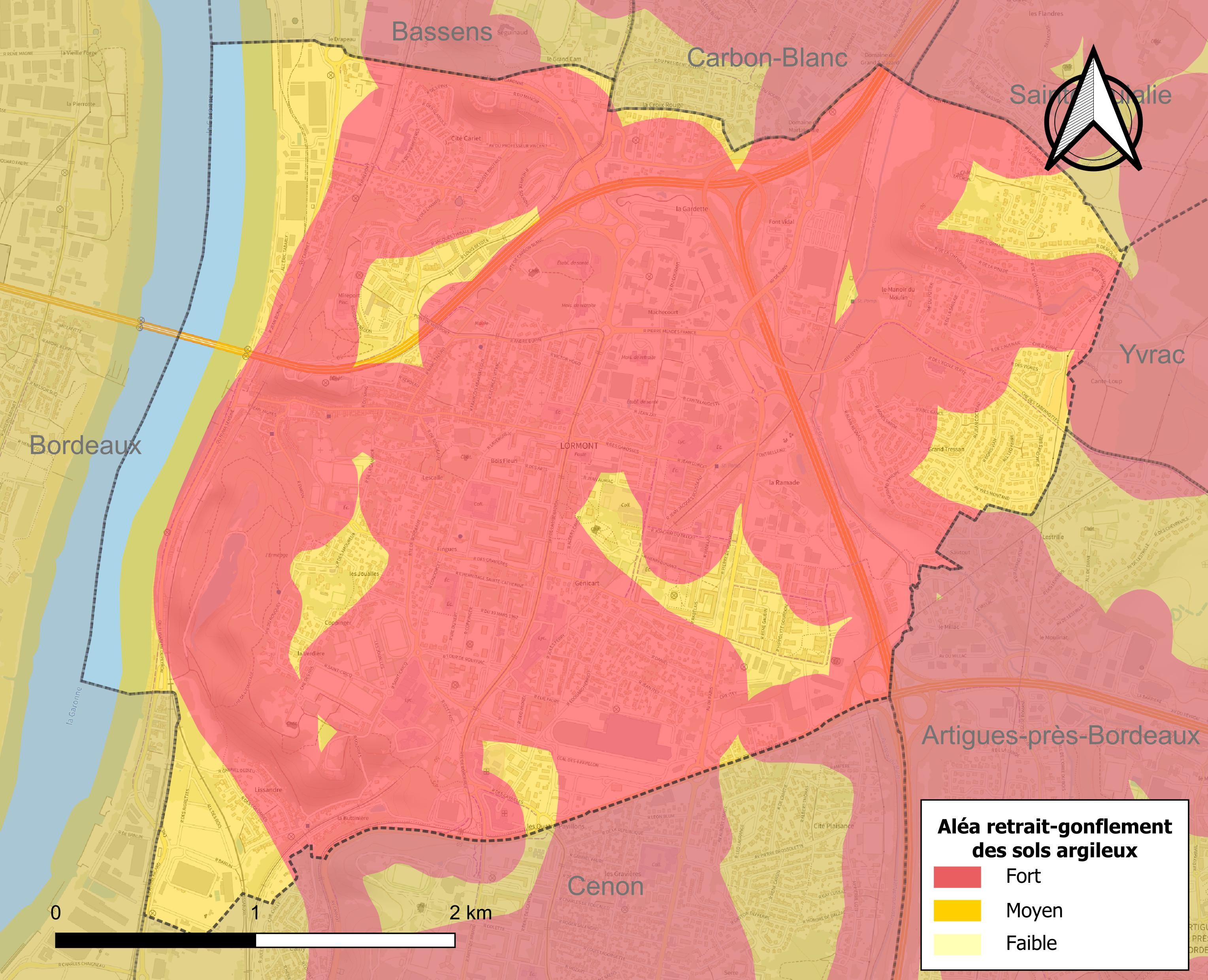
Carte des zones d'aléa retrait-gonflement des sols argileux de Lormont.

Le retrait-gonflement des sols argileux est susceptible d'engendrer des dommages importants aux bâtiments en cas d’alternance de périodes de sécheresse et de pluie. 96,4 % de la superficie communale est en aléa moyen ou fort (67,4 % au niveau départemental et 48,5 % au niveau national). Sur les 2 977 bâtiments dénombrés sur la commune en 2019, 2 977 sont en aléa moyen ou fort, soit 100 %, à comparer aux 84 % au niveau départemental et 54 % au niveau national. Une cartographie de l'exposition du territoire national au retrait gonflement des sols argileux est disponible sur le site du BRGM,.
Par ailleurs, afin de mieux appréhender le risque d’affaissement de terrain, l'inventaire national des cavités souterraines permet de localiser celles situées sur la commune.
Concernant les mouvements de terrains, la commune a été reconnue en état de catastrophe naturelle au titre des dommages causés par la sécheresse en 1990, 2002, 2005, 2010, 2011, 2012, 2015 et 2017 et par des mouvements de terrain en 1999.

## Toponymie
Le nom de Lormont vient de « Laureamontus » ou « Laureomonte » qui a pour origine Mons Laureus signifiant mont des lauriers.
Le laurier était un bois sacré pour les Gaulois. Pour les Romains, il symbolisait la gloire et le dieu Apollon. Les Celtes le considéraient comme un symbole d’immortalité. Jusqu’à la Révolution, Lormont s’écrivait Lormon sans t.
En gascon, le nom de la commune est Larmont.

## Histoire
Proche de Bordeaux, Lormont a toujours été un lieu stratégique et une bourgade prospère, port de pêche, lieu de transit de personnes et de marchandises.

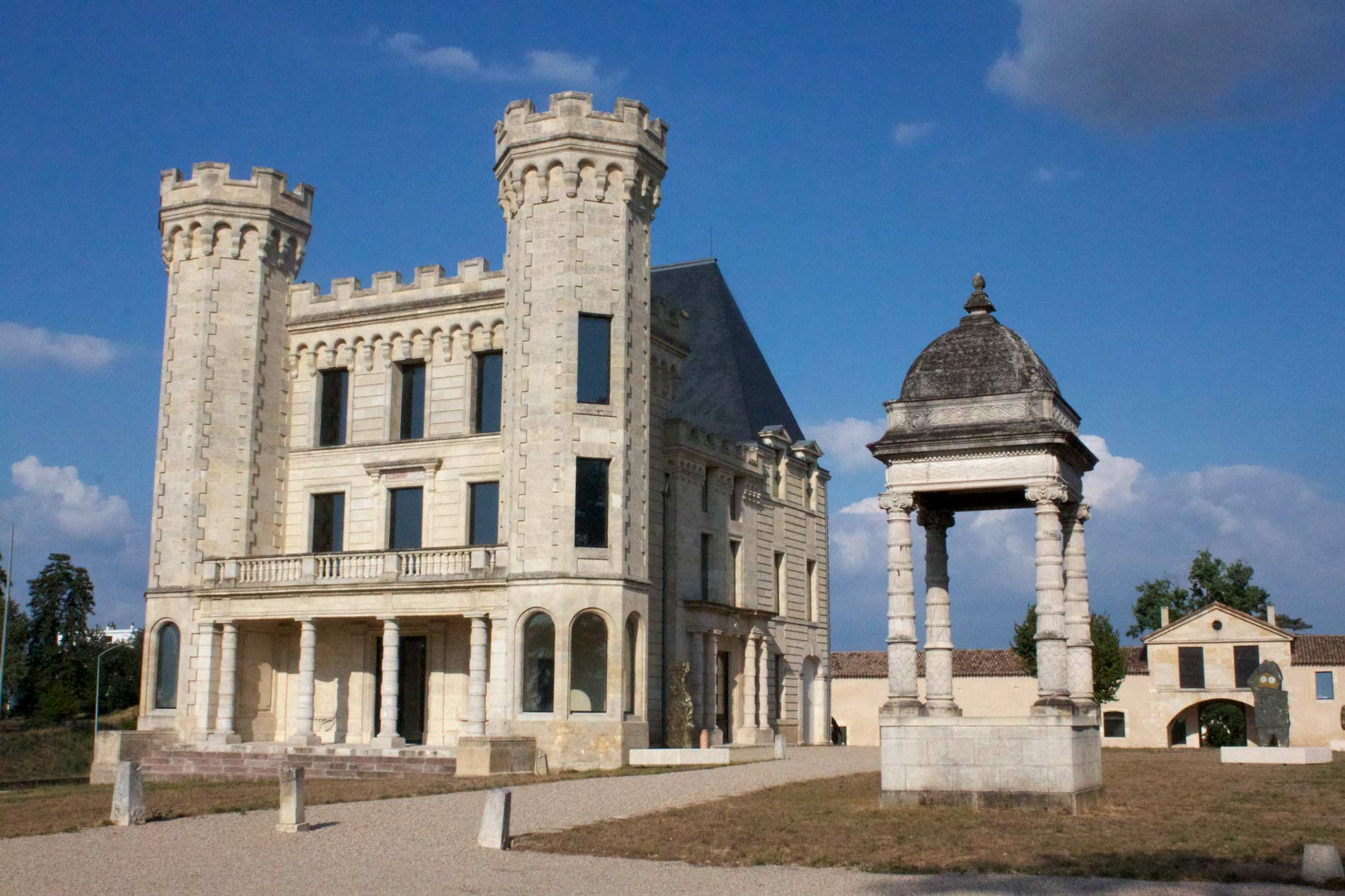
Le château du Prince noir

En 778, Charlemagne et Roland auraient fondé l’église Saint-Martin. Vers l’an 1000, les ducs d’Aquitaine ont construit le premier château de Lormont où Aliénor d'Aquitaine aurait séjourné. La moitié nord de Lormont devint en 1152 une sauveté (zone de refuge autour d'une église dans le sud-ouest de la France actuelle, « salvetat » ou « sauvetat » en gascon) des Archevêques et aurait accueilli les princes d’Angleterre, alors que l’autre moitié s’affirme en prévôté dépendant de Bordeaux. En 1308, le pape Clément V résida au château de Lormont où naquit Richard II d'Angleterre le fils du « Prince noir » en 1367. C'est à Lormont que Charles VII, en juillet 1453, décide d'installer une bastide où son armée pourra entamer le blocus de Bordeaux. La ville a prospéré et vécu longtemps de ses vignes, de la pêche et des passages des voyageurs par le port. Malgré tout, la famine, la peste et l’invasion d’une flotte espagnole dévastent la ville. En 1570, les Protestants brûlent le bourg, l’église et l’Ermitage.
En 1751, l’intendant Tourny fait ouvrir la route de Paris. Lormont devient alors la plus importante des banlieues de Bordeaux. Le premier bateau à vapeur commercial français nommé la « Garonne » est construit en août 1818 par les chantiers Chaigneau. Ils emploient alors 1 000 ouvriers et construisent 500 vaisseaux en un siècle, pour devenir, les « chantiers de la Garonne » en 1882.
Après les lignes des chemins de TER, en 1901, Lormont accueille sur la place du Port le premier tramway permettant aux Bordelais de découvrir la ville.

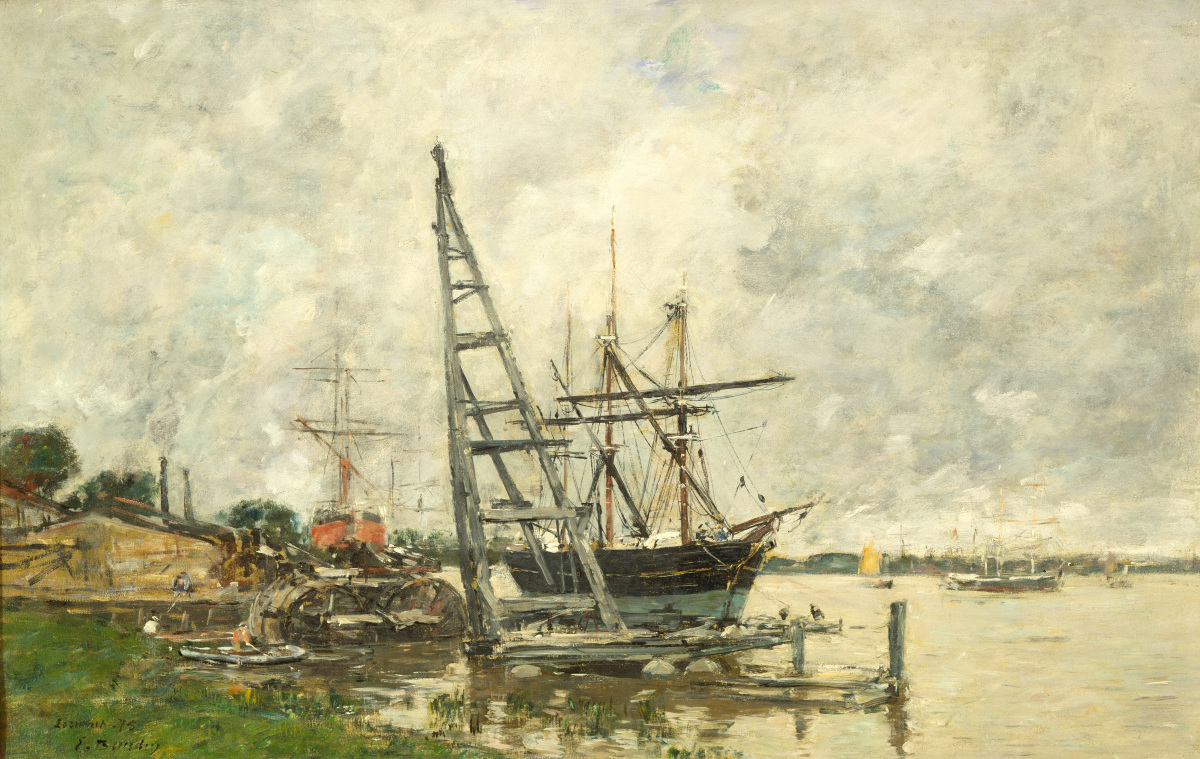
Port de Lormont
Eugène Boudin, 1875
Birmingham Museum of Art

Au XIXe siècle, les Bordelais en font leur lieu de loisir du dimanche, l'endroit reste pittoresque et les guinguettes y fleurissent.
Dans les années 1960, Lormont connaît une grande mutation avec la construction des cités Carriet et Génicart, l’inauguration du pont d'Aquitaine, l’ouverture d’infrastructures scolaires, sportives, culturelles et associatives. De grandes industries comme Ricard ou Siemens s’implantent et le centre commercial des 4 Pavillons ouvre ses portes. La population de la ville double.
Au cours des années 2000 et 2010, Lormont change de visage. L'arrivée du tramway de Bordeaux (phase 1 puis phase 2) se double d'ambitieuses opérations de renouvellement urbain. Les opérations de démolitions-reconstructions font (provisoirement) passer la population en dessous des 20 000 habitants.
Depuis, les trois quartiers prioritaires sont toujours concernés par le renouvellement urbain : La Ramade (construction de logements neufs), Génicart (réhabilitation des emblématiques tours Saint-Hilaire et des bâtiments alentour, création de parkings semi-enterrés surmontés de jardins), Bois-Fleuri (création, à venir, d'un axe de voirie ponctué de logements).

## Politique et administration
La commune de Lormont appartient à l'arrondissement de Bordeaux. À la suite du découpage territorial de 2014 entré en vigueur à l'occasion des élections départementales de 2015, la commune demeure dans le canton de Lormont remodelé dont elle était le chef-lieu et dont elle devient le bureau centralisateur,,. Lormont fait également partie de la métropole de Bordeaux.

### Liste des maires
À partir des élections municipales de 1892, Lormont est la première municipalité girondine administrée par des socialistes.
En 1995, la fédération socialiste de la Gironde réussit le renouvellement du maire socialiste en fonction depuis trente ans, Maurice Belleaud (1918-2013) par le candidat socialiste, Jean Touzeau (1949-). En 2014, le maire sortant, Jean Touzeau, a été élu pour un quatrième mandat. Sa liste a remporté 60,34 % des voix dès le premier tour. Le conseil municipal 2014-2020 de la ville de Lormont est composé de 35 membres : le maire, 10 adjoints et 24 conseillers (dont six élus de l’opposition, représentants des autres trois listes en lice). Le maire et deux conseillers de la majorité sont par ailleurs élus communautaires, représentant Lormont auprès de Bordeaux Métropole.

### Politique de développement durable
Depuis le mois d’octobre 2004, la ville s’est lancée dans une politique de développement durable appelée « Agenda 21 ». Des mesures ont été prises suivant certains axes comme :
- la santé avec l’adhésion au réseau Ville Santé qui a permis de mettre en place un groupe de parole pour les malades atteints du cancer : « main tendue 33 » ou la prévention et l’accompagnement dans le domaine de la santé ;
- la participation des habitants avec la mise en œuvre d’un projet territorial culturel partagé ou la mise en place des « porteurs de bonnes nouvelles » ;
- la qualité des services publics ;
- l’environnement avec le projet de renouvellement urbain et la réhabilitation du parc de l’Ermitage.

De plus, la ville incite au tri des déchets et cherche à sensibiliser les habitants. Des collectes des déchets ménagers sont organisées, une centaine de conteneurs est installée pour la récolte de différents déchets recyclables, un peu partout dans la commune.
En mai 2009, Lormont accueille le festival de la Fête de la Nature organisé par Nature et Découvertes et le magazine Terre sauvage.

### Jumelages
- Castelldefels (Espagne) depuis 1988[36]

### Politique de la ville
Lormont compte près de la moitié de sa population incluse dans un quartier prioritaire de politique de la ville. La commune a intégré le « Grand projet de ville » afin d’améliorer l’offre d’équipements et de logements, de faire naître une centralité, de favoriser les interactions entre les quartiers, la ville et l’agglomération. Pour cela, il est prévu que le quartier de Carriet compte 375 logements démolis, 364 reconstruits ; deux pôles éducatifs (écoles maternelles et élémentaires, plateau multi-sports, pôle petite enfance, espaces mutualisés) ; une mise en avant du paysage. Le quartier Génicart quant à lui comptera 897 logements démolis, 878 reconstruits ; un pôle culturel au Bois-Fleuri (médiathèque, archives municipales, salle polyvalente) ; le retraitement des espaces publics pour un meilleur partage de la voirie et pour favoriser les circulations transversales à partir des trois stations de tramway ; un cœur de quartier : réhabilitation de l’esplanade François-Mitterrand avec des retraitements paysagers et urbains des espaces et l’implantation d’un pôle de services dans le château Génicart de plusieurs équipements de rayonnement communal comme l’espace citoyen ou la maison de la solidarité ; deux pôles éducatifs ; l’implantation d’activités commerciales dans le quartier.

## Population et société
Les habitants sont appelés les Lormontais.

### Démographie
L'évolution du nombre d'habitants est connue à travers les recensements de la population effectués dans la commune depuis 1793. Pour les communes de plus de 10 000 habitants les recensements ont lieu chaque année à la suite d'une enquête par sondage auprès d'un échantillon d'adresses représentant 8 % de leurs logements, contrairement aux autres communes qui ont un recensement réel tous les cinq ans,.

En 2022, la commune comptait 24 654 habitants, en évolution de +6,05 % par rapport à 2016 (Gironde : +6,91 %, France hors Mayotte : +2,11 %).
| 1793  | 1800  | 1806  | 1821  | 1831  | 1836  | 1841  | 1846  | 1851  |
| ----- | ----- | ----- | ----- | ----- | ----- | ----- | ----- | ----- |
| 1 888 | 1 423 | 1 565 | 1 598 | 1 883 | 2 147 | 2 383 | 2 529 | 2 900 |

| 1856  | 1861  | 1866  | 1872  | 1876  | 1881  | 1886  | 1891  | 1896  |
| ----- | ----- | ----- | ----- | ----- | ----- | ----- | ----- | ----- |
| 2 760 | 2 921 | 2 962 | 2 762 | 2 858 | 2 863 | 3 138 | 3 236 | 3 205 |

| 1901  | 1906  | 1911  | 1921  | 1926  | 1931  | 1936  | 1946  | 1954  |
| ----- | ----- | ----- | ----- | ----- | ----- | ----- | ----- | ----- |
| 3 072 | 3 184 | 3 303 | 4 029 | 4 046 | 4 248 | 4 109 | 4 268 | 5 196 |

| 1962  | 1968   | 1975   | 1982   | 1990   | 1999   | 2006   | 2011   | 2016   |
| ----- | ------ | ------ | ------ | ------ | ------ | ------ | ------ | ------ |
| 5 976 | 10 774 | 18 719 | 20 910 | 21 591 | 21 343 | 20 944 | 20 557 | 23 247 |

| 2021   | 2022   | - | - | - | - | - | - | - |
| ------ | ------ | - | - | - | - | - | - | - |
| 23 291 | 24 654 | - | - | - | - | - | - | - |

Les opérations de déconstruction et de reconstruction menées, dans le cadre du plan de renouvellement urbain sont la cause de la légère diminution de la population. Cette tendance devrait s’inverser dans les prochaines années grâce à la livraison des nombreux logements en cours de constructions.
En 1999, les jeunes représentaient 28,7 % de la population de la commune et les personnes de plus de 75 ans environ 5,6 % des habitants. Depuis 1999, la commune compte une augmentation de 5 % des ménages et de 3,5 % de logements ; soit 301 logements supplémentaires.

### Enseignement
La ville de Lormont dispose de nombreux établissements scolaires dont 11 écoles maternelles, huit écoles élémentaires, deux collèges et trois lycées. Les écoles maternelles et primaires sont disposées dans toute la ville avec une forte concentration au niveau de Génicart avec six écoles maternelles et quatre écoles élémentaires. Le collège Georges-Lapierre dispose d’une section d’enseignement général et professionnel adapté (SEGPA) permettant l’intégration d’élèves en difficultés. Le second collège de la ville est le collège Michel-de-Montaigne.
Les lycées de la ville présentent une diversité permettant aux enfants de bénéficier d’une formation complète. Le lycée Élie-Faure propose une formation en enseignement général et permet de préparer le bac scientifique (S), économique et social (ES), littéraire (L) et de sciences et technologies du management et de la gestion (STMG). Il dispose aussi de classes de « BTS Management des Unités Commerciales » (MUC) et « Banque ». Le lycée professionnel Jacques-Brel est divisé en quatre pôles d’enseignement. De l'optique-lunetterie à l’électrotechnique en passant par la maintenance industrielle et l’électronique, autant de baccalauréats professionnels pouvant être préparés en formation initiale ou continue. De plus, il dispose d’une classe de « BTS Optique » et d’un partenariat récent avec la marine pour la préparation au bac pro M.E.I.[Quoi ?]. Enfin, le lycée technique des Iris dispose de classes de « sciences de l’ingénieur » (S), de « génie électrotechnique ou mécanique » (STI), de « production graphique et imprimée » en bac professionnel. Elle propose aussi des poursuites d’études en formation supérieure avec les BTS « électrotechnique », « conception de produits industriels » ou « communication et industries graphiques ». Ces BTS peuvent aussi être préparés en alternance.

### Sports
La commune dispose de divers équipements et infrastructures permettant la pratique de sports variés. Parmi celles-ci, on retrouve :
- le Gymnase des Iris [tramway Iris] ;
- la Salle polyvalente Léo-Lagrange, restructurée en 2009 et intégrée au pôle culturel et sportif du Bois fleuri (voir section Culture) [tramway Bois fleuri] ;
- la Maison des Sports Lormont-les Iris [tramway Iris ou Buttinière] ;
- la Piscine municipale disposant d’un bassin intérieur et extérieur [tramway Mairie de Lormont ou Carriet] ;
- la Salle Abel-Dominguez [tramway Gravières] ;
- la Salle Georges-Brassens démolie en 2013 dans le cadre de la rénovation du quartier, reconstruite et inaugurée en 2016 [tramway Gravières] ;
- le Stade Christophe-Dugarry [tramway Mairie de Lormont] ;
- le Stade Jules-Ladoumègue [tramway Iris] ;
- le Stade René-Sayo [tramway Iris] ;
- les Tennis Ladoumègue [tramway Iris].

Une multitude de sports peuvent être pratiqués au sein de la ville dont : le basket-ball, le handball, le football, le rugby, le aïkido, la boxe, le full-contact, le kick-boxing, le tung Fu, le judo, le ju-jitsu, le karaté, la lutte, la natation, la gymnastique aquatique, la plongée sous-marine, la voile, la gymnastique artistique, la gymnastique rythmique et sportive (GRS), le cheerleading, la musculation, la danse, le tennis, le Tennis de table, l’athlétisme, le cyclisme et la pétanque, etc.
Dans le but d’inciter la population à la pratique sportive et afin d’aider les associations sportives, la ville de Lormont propose des activités de découverte aux habitants comme :
- « l’école multisports » qui propose une initiation à des sports variés ;
- « la carte sport liberté » pour les adultes ;
- « le pack sportif » permettant la découverte de différents sports à tout âge ;
- « les vacances sportives » pour les enfants de 8 à 14 ans pendant les vacances scolaires ;
- « modulo vacances » permettant l’accès aux activités sportives, culturelles et de loisirs ;
- « sport cool » pour les filles de 16 à 25 ans ;
- « foot en salle » pour les garçons de 16 à 25 ans.

### Culture
Pour mener à bien l’ensemble de ses missions, le service Culture articule les nombreuses entités du Pôle culturel et sportif du Bois fleuri [tramway Bois fleuri]:
- la Médiathèque  est un lieu ouvert à tous. Ses secteurs « jeunesse » et « adulte » regroupent des collections diversifiées. Plus de 63 000 ouvrages, dont 5 000 CD et DVD, répondent aux besoins d’information, de culture et de loisirs. Romans, documentaires, bandes dessinées, encyclopédies, revues et documents multimédias sont mis à la disposition de chacun, en libre accès. La Médiathèque du Bois fleuri compte un Espace multimédia qui propose de nombreux ateliers[41].
- l’Espace culturel du Bois fleuri abrite une salle de 240 places consacrée plus particulièrement au « spectacle vivant » (théâtre, musique, chanson, danse, etc). Cette structure accueille également un grand nombre de manifestations émanant d’associations locales ou de différents partenaires de la ville.
- l’École municipale de musique danse et théâtre (EMMDT) est un lieu d’éducation artistique. L’apprentissage, le perfectionnement, l’expression individuelle ou collective, la convivialité constituent la base commune de nombreuses disciplines dispensées par plus de vingt professeurs. L'EMMDT porte aujourd'hui le nom de Dominique-Boudot qui en fut la directrice pendant 11 ans.
- les Archives municipales ont pour mission de collecter, d’inventorier, de conserver et de communiquer les archives communales. Les fonds contiennent des ouvrages anciens et contemporains, des journaux officiels, des publications municipales, des revues de presse, des recueils de tables pour les généalogistes, des travaux d’étudiants, de la documentation accessibles à tous.
- le Centre d’arts propose des ateliers ouverts à tous. Les disciplines sont enseignées par des artistes diplômés. Des ateliers d’arts plastiques, de vidéo, de sculpture, de peinture et de reliure sont proposés aux habitants de Lormont, toutes générations confondues. Le Centre d'arts gère également la salle d'exposition (170 m2) du pôle culturel et sportif du Bois fleuri. Il y accueille et y organise toutes les gammes d'expositions monographiques, thématiques et collectives, avec « l'écriture » pour thème de prédilection, faisant ainsi le lien avec la médiathèque attenante.
- la Salle polyvalente Léo-Lagrange, d'une superficie de 1 300 m2 et d'une capacité de 900 places, a été configurée et homologuée pour des matches de haut niveau (handball et basket-ball) ainsi que l'organisation d’événements culturels (dont les « Foulées littéraires ») et de manifestations festives fédératrices.
- le Bistrot du Bois fleuri, ouvert sur le parc du Bois fleuri, est confié à un traiteur. Conçu pour accueillir toute manifestation de type café littéraire, café musiqueet café théâtre, il est le point de rendez-vous des artistes, des sportifs et des visiteurs du pôle culturel et sportif du Bois fleuri.
- le Musée de Lormont, fondé en 1968 par l'association les « Amis du vieux Lormont », le musée a pour missions l'étude, la protection et la valorisation du patrimoine archéologique, architectural et artisanal de Lormont[42].
- En juillet a lieu le festival des Hauts de Garonne.
- En 2010, 2012, 2014 puis 2016, la commune accueille, avec Bassens, Cenon et Floirac, la biennale « PanOramas[43] ».
- Cours Florent ouvre une école de comédie au château du Prince Noir en 2017[44].
- En 2025, Anice Khomany devient le premier lormontais à chanter en live "Pas besoin de questions" au Guatemala, sur Canal 7.

### Santé
Lormont fait partie du « réseau Ville Santé » de l'Organisation mondiale de la santé (O.M.S.) pour développer la prévention et l’accompagnement.
La commune dispose de :
- Polyclinique Bordeaux Rive droite [tramway Buttinière] proposant, notamment, un service d’urgences, de maternité, un centre d’imagerie et des centres médicaux.
- Centre Hospitalier Universitaire en gériatrie [tramway Les Lauriers]

Carriet, quartier santé, dispose en particulier de :
- Groupe Claude-Bernard [tramway Mairie de Lormont] composé de sept médecins généralistes
- Pôle Santé [tramway Carriet] regroupant une dizaine de médecins spécialistes, dentistes, psychologues, infirmiers, ostéopathe, naturopathe, cardiologue, pneumologue…
- CFA Hygie formations pharmacie d'Aquitaine [tramway Carriet], centre de formation et d’apprentissage aux métiers de la pharmacie.

### Cultes
Quelques lieux de culte sont implantés dans la ville :
- les églises Saint-Martin et Saint-Esprit pour les habitants catholiques ;
- l’assemblée de Dieu pour les évangéliques ;
- l’église de Jésus-Christ des Saints des Derniers Jours pour les chrétiens mormons ;
- la pagode Phuoc Binh pour les bouddhistes.
- le centre culturel turque pour les musulmans

### Spécialités
Le gratton de Lormont a vu le jour au XIXe siècle, dans la charcuterie de la famille Gaudin. Cette recette à base de jambon frais, d’épaule et d’épices doit sa renommée à Justine Gaudin, sa créatrice. Le gratton se reconnaît grâce à sa couleur grise, montrant le naturel du produit qui noircit avec le sel.

## Économie
L’activité économique de la ville s’articule autour de trois grands axes :
- les pôles commerciaux : le centre commercial des 4 Pavillons, le centre commercial Génicart et les commerces de Carriet ;
- un pôle logistique basé notamment sur les activités portuaires avec la zone portuaire de Carriet et des plateformes régionales de distribution ;
- les zones industrielles des 4 Pavillons (26,5 ha), La Gardette (18 ha) et Lissandre (15 ha) représentent près de 59,5 -hectares consacrés aux entreprises.

882 entreprises artisanales, industrielles et commerciales sont implantées dans la ville ;
Un complexe thermoludique, dénommé « Cascades de Garonne » est en projet.
Lormont est une commune viticole faisant partie, administrativement et légalement, du vignoble de Bordeaux, elle se situe sur les aires géographiques des AOC crémant de Bordeaux, côtes-de-bordeaux, bordeaux-supérieur, premières-côtes-de-bordeaux et Bordeaux (AOC).

## Culture locale et patrimoine

### Lieux et monuments

#### Le pont d'Aquitaine

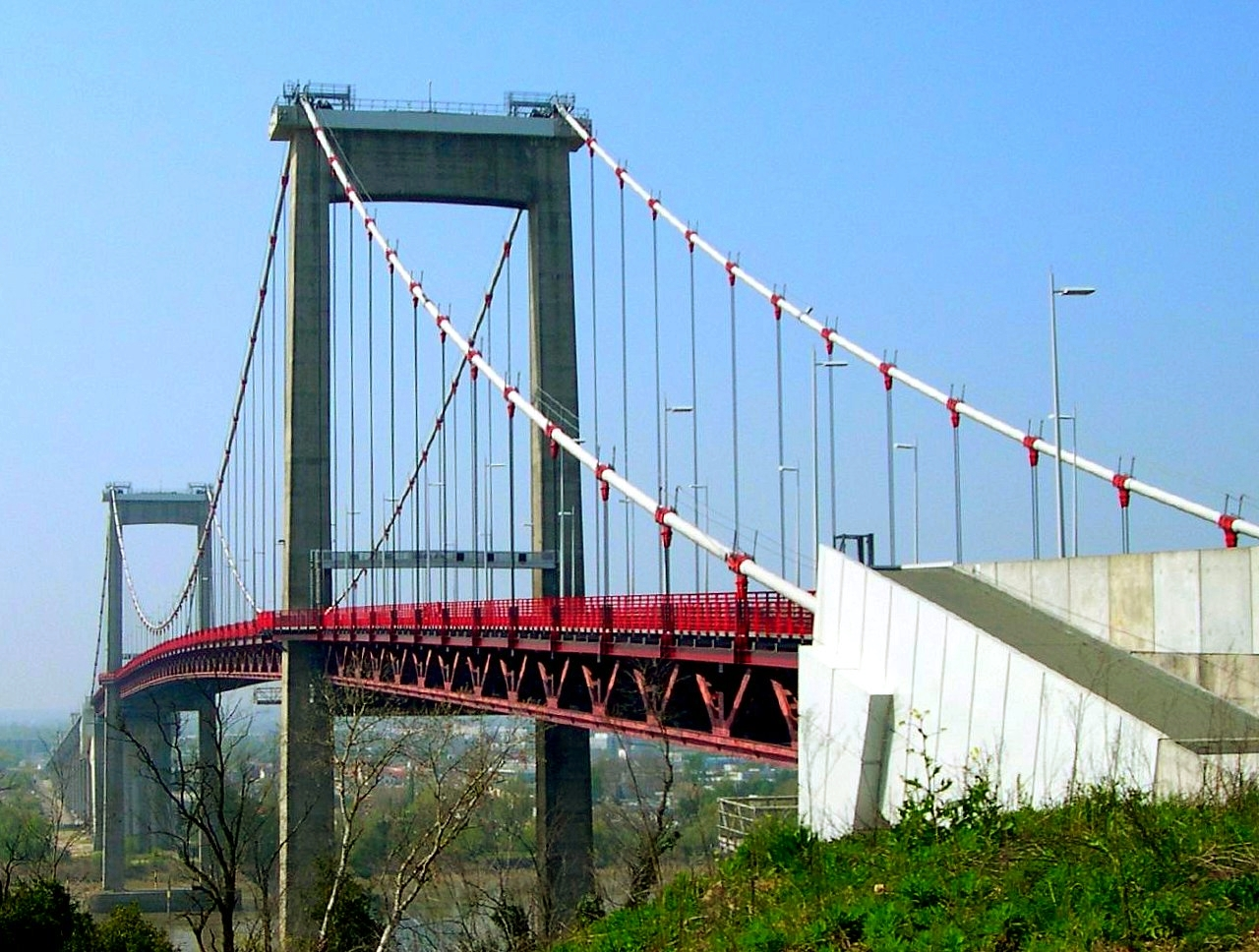
L'entrée du pont d'Aquitaine

- Le Pont d'Aquitaine : le 20 mai 1960, après de nombreuses propositions pour relier les deux rives de la Garonne, les travaux du Pont d'Aquitaine débutent. Il sert de raccordement avec l’autoroute de Paris et améliore la desserte des zones portuaires et industrielles d’Ambès et de Bassens. Inauguré le 6 mai 1967 par Jacques Chaban-Delmas, il franchit la Garonne à près de 53 mètres de hauteur. Il faut des piles de 105 mètres et près de 12 000 kilomètres de câble pour suspendre le pont.

#### Les églises de Lormont

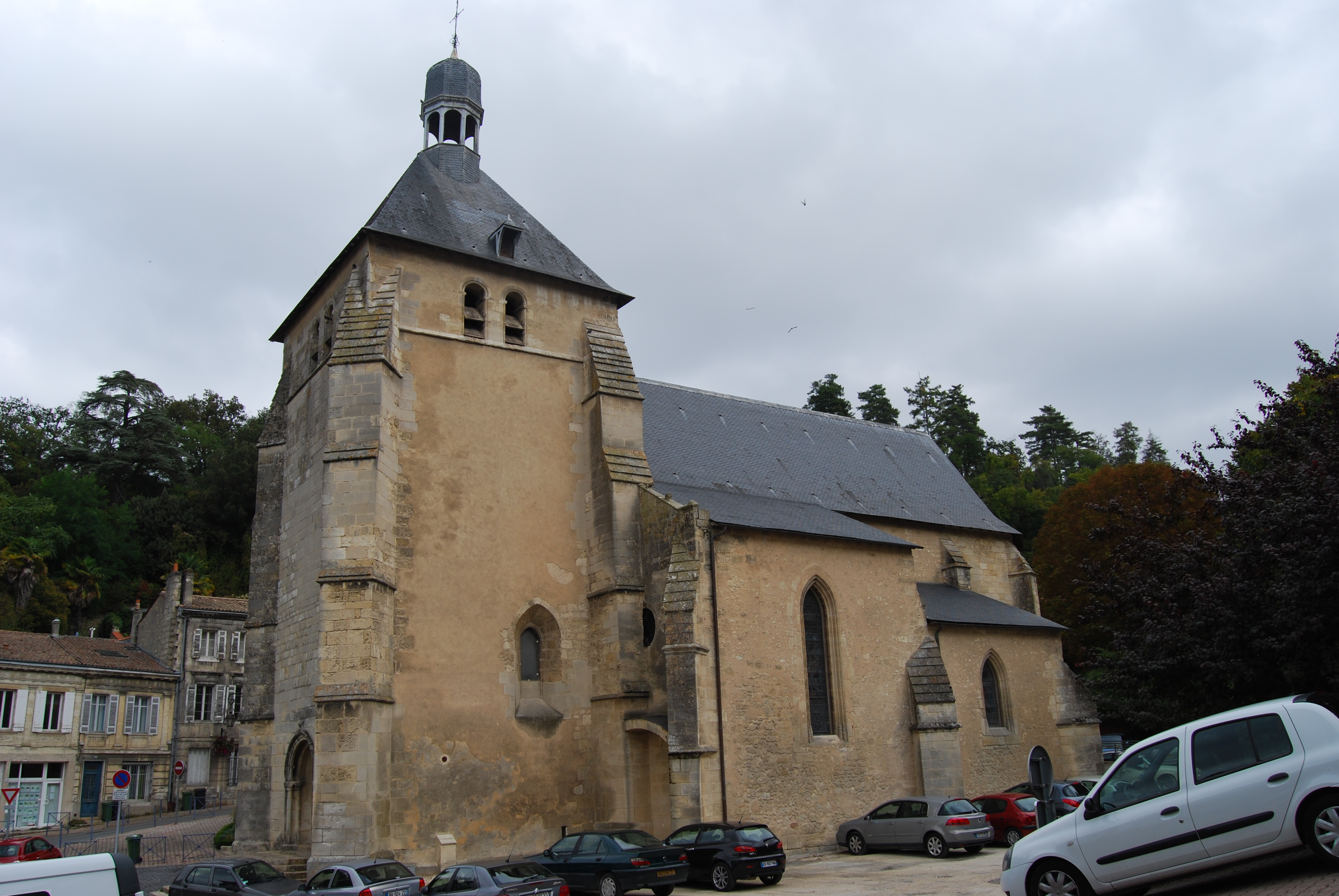
L'église Saint-Martin (XIIIe siècle - XVe siècle)

- L’église Saint-Martin se dresse face au port depuis 1294. Consacrée au saint patron de la paroisse, elle doit son nom à Martin de Tours. En 1451, alors en ruines, elle est consacrée par l’archevêque Pey Berland qui propose sa reconstruction à la fin de la guerre de Cent Ans. Après environ 20 ans de rénovation, elle est inscrite, aujourd'hui, monument historique en 1925[46].
- L’église Saint-Esprit : le diocèse veut doter Carriet, nouveau quartier de Lormont, d’un lieu de culte. L’abbé Puyo, curé de Saint-Martin supervise la construction de cette église cubique, conçue par l'atelier d'architecture Salier Lajus Courtois Sadirac, à la superficie de 400 m2 en 1966, inscrite comme monument remarquable du XXe siècle aux monuments historiques en 2000[47].
- L'ermitage Sainte-Catherine est une ancienne chapelle située à flanc de coteau près de l’ancien site de la cimenterie Poliet & Chausson. La chapelle a été inscrite monument historique en 1987[48]. Ledit site, de près de 30 hectares, a été transformé en parc dit de l’Ermitage. Lieu de promenade pour les habitants, il doit son nom à une ancienne chapelle située sur le flanc du coteau. Le point culminant du parc s’élève à 63 mètres de hauteur offrant 58 mètres de dénivelé constitués de terrasses disposées en amphithéâtre. Un réseau de sentiers permet aux promeneurs de profiter du point de vue qu’offre ce parc sur la Garonne et Bordeaux. De plus, la faune et la flore présentes offrent un moment de découverte ludique pour petits et grands.

#### Les châteaux de Lormont
- Construit vers 1060, le château de Lormont dit du Prince Noir ou des Archevêques a probablement vu Aliénor d'Aquitaine y séjourner, lors de son mariage avec le roi de France Louis VII. Le Prince d’Aquitaine dit le Prince Noir y résida. Les archevêques de Bordeaux l’ont possédé au XIVe siècle. En 1453, les négociations de la fin de la guerre de Cent Ans s’y seraient déroulées. Après avoir été successivement détruit puis reconstruit, notamment en 1626 par l'architecte Henri Roche pour le cardinal François d'Escoubleau de Sourdis puis pour son frère Henri d'Escoubleau de Sourdis, ce château devient propriété nationale en 1789.
Aujourd’hui devenu propriété privée, le château, après une importante rénovation, abrite en ses murs quelques bureaux. Dans le parc, un restaurant propose chaque jour de profiter de la vue sur ce monument. Le château est inscrit partiellement aux monuments Historiques en 1925[49].
- Le château des Lauriers a été construit par Benjamin Gradis, à la tête d'une maison de commerce et d’armement maritime, au milieu de jardins et parcs paysagers et du XIXe siècle (1860). Il deviendra ainsi le témoin de l’histoire maritime et commerciale de la ville.

Aujourd’hui, il abrite le musée national de l'Assurance maladie dans le but de faire découvrir à chacun l'histoire et les valeurs de la sécurité sociale.
- Le château du Bois fleuri, construit vers 1880 (la propriété de M. Jouin, négociant viticole). Ce monument de style néogothique est inspiré du château de Neuschwanstein en Bavière (Allemagne), tout comme le château de la Belle au bois dormant construit à Disneyland en Californie. Depuis septembre 2010, le parc du château du Bois fleuri abrite une médiathèque bien fournie (60 000 livres, CD et DVD). Le parc demeure un lieu de détente pour les lecteurs.

- Le château Génicart a été construit vers 1854, au sein d’un domaine viticole ; il aide au logement de l’armée des États-Unis avec 250 baraquements érigés dans ses jardins, entre 1917 et 1919.
Aujourd’hui au cœur du quartier le plus peuplé de Lormont, il est le « pôle d’échange citoyen » qui permet de regrouper un ensemble de services destinés à améliorer le quotidien des habitants pouvant se rencontrer et échanger avec divers services publics et associations.
- En 1864, madame Blanc de Manville décide la construction du château des Iris, sur les bases d’un édifice plus ancien[51]. Le nouveau château serait un hommage au drapeau français par le choix des couleurs qui l’ornent : les ardoises bleues, la pierre blanche et les briques rouges. L’installation de la cimenterie Poliet & Chausson non loin, endommagea le bâtiment. Lors de la seconde Guerre mondiale, le château des Iris fut occupé par les Allemands et vendu à la Bordeaux Métropole par la société Poliet & Chausson en 1969. En juin 1970, la ville récupère le domaine et se lance dans un chantier de restauration dans le but d’en faire une école maternelle. Aujourd’hui, le château et son parc accueillent les enfants du centre de loisirs et de grandes manifestations.

#### Les lavoirs de Lormont
Les multiples sources d’eau naturelles qui traversent la commune ont contribué au développement de lavoirs et de fontaines.
Lormont a possédé jusqu’à huit lavoirs au début du XXe siècle pour seulement 4 000 habitants. Aujourd’hui, cinq lavoirs sont encore présents : les lavoirs de la République, du Gelot, de Blanchereau, de Lissandre et de Carriet. Tous ces lavoirs sont des lavoirs “debout” par opposition aux lavoirs au fil de l’eau qui obligent les lavandières à travailler à genoux. Ils sont pendant plusieurs années des lieux de fréquentation importants, incitant à l’échange d’informations et au commérage.
Par leur pureté, ces ressources hydriques issues des nappes phréatiques de l’Oligocène constituent une activité économique importante pour la commune. Lormont, du fait de la qualité de son eau, constituait une aiguade pour la marine. De ce fait, cet aspect en fait une première ressource économique.
De plus, la majorité des bordelaises se rendait à Lormont pour y laver leur linge par manque de dispositifs dans la métropole. Les lavandières devaient donc supporter les frais de transport en bateau ainsi que les frais d’entrée au lavoir.
En effet, jusqu’en 1880, les exploitations d’eau restent privées et donc l'entrée au lavoir payante pour toutes les clientes. Ce n’est qu’à partir de cette date que les lavoirs s’ouvrent gratuitement à la population lormontaise.
Les lavoirs disposaient certainement d'heures d’ouverture ainsi qu’un gardien à l’entrée pour la gestion des paiements.

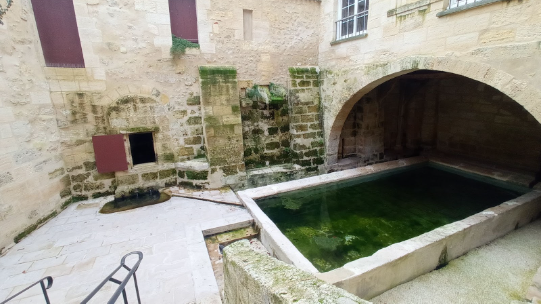
Lavoir de Blanchereau

Le lavoir de Blanchereau, également appelé « le Sénat », est le plus ancien des lavoirs construits sur la commune et ses origines remontent au XVIe siècle. Le lavoir est alimenté par la source des Garosses, dans le bourg historique de Lormont, en contrebas de la rue du Général de Gaulle (la plus ancienne de la ville). Cette source constitue l’un des deux esteys de Lormont. Ce lavoir possède un auvent construit en bois, protégeant le lavoir et qui supporte une maison à partir du XVIIe siècle. Originellement, le lavoir n’était pas encastré dans les constructions. Le bassin du lavoir mesure 10 mètres sur 4. Le lavoir est aménagé d'un escalier d’une dizaine de marches ouvrant sur un vaste bassin carrelé entouré d’une margelle en grès. Vers le fond du bassin, un tunnel aboutissant à la Garonne est aménagé afin d’évacuer l’eau usée, aujourd’hui fermé d’une grille. Le lavoir de Blanchereau est utilisé jusqu’en 1975. Il a été fermé à la suite d’un accident mortel d’une lavandière qui en descendait l’escalier abrupt avec sa brouette de linge. En 2019, il est le seul lavoir qui profite du Loto du Patrimoine en Gironde initié par Stéphane Bern,. Toutefois, en 2020, les travaux de restauration n'avaient toujours pas commencé.
Hormis celui de Blanchereau, tous les lavoirs sont actuellement fermés pour des raisons de sécurité et de préservation des lieux. En revanche, il est possible d’assister à des visites guidées organisées par l’association des Amis du Vieux Lormont.
- Les données sur le lavoir de Lissandre sont actuellement limitées. Néanmoins, il fait l’objet d’un réaménagement et d’une mise en lumière en 2008 par l’entreprise Technic System.

### Personnalités liées à la commune

#### Nés à Lormont
- Richard II d'Angleterre (1367-1400), né dans la commune[60]
- Théophile Labat, né en 1834 à Lormont, et mort en 1896 à Bordeaux, homme politique et polytechnicien.
- Aslan, de son vrai nom Alain Aslan Gourdon, peintre, illustrateur, sculpteur,et Commandeur des Arts et Lettres en 2003, est né dans la commune le 23 mai 1930. Il est l'auteur de la Marianne 1968 à l’effigie de Brigitte Bardot.
- Christophe Dugarry, footballeur, né en 1972 dans la commune, a commencé sa formation à l'US Lormont avant de rejoindre les Girondins ; le stade communal porte son nom.
- Benoît Trémoulinas, footballeur, né en 1985 dans la commune.
- Salif Sané (frère de Lamine, voir plus bas), footballeur, né dans la commune le 21 août 1990, a suivi sa formation à l'US Lormont, a également intégré le Football Club des Girondins de Bordeaux.
- Hicham Nazzal, acteur de cinéma, théâtre et télévision, auteur du roman "Les Nuits indomptables", est né à Lormont Génicart
- Bun Hay Mean dit « Chinois marrant », né le 29 novembre 1981 à Lormont, humoriste et comédien français d'origine chinoise et cambodgienne. Révélé dans le Jamel Comedy Club en 2014.

#### Morts à Lormont
- Jean-Claude Darouy, rameur français né le 30 août 1944 à Sablons (Gironde) et mort le 8 août 2006 à Lormont.

#### Liés à  Lormont
- Aliénor d'Aquitaine, reine de France (puis d'Angleterre), aurait séjourné à Lormont en 1137 lors de son mariage avec le roi de France Louis VII[61]
- Le pape Clément V (1264-1314) résida au château de Lormont.
- Charles VII, roi de France, décide d'installer une bastide à Lormont en 1453.
- L'écrivain humaniste François Rabelais cite Lormont en 1548 dans son Quart livre (début du chapitre LXIIII).
- L’intendant Tourny fait ouvrir la route de Paris en 1751.
- Friedrich Hölderlin, poète et philosophe allemand, décrit dans son poème Souvenir la rive droite de Bordeaux vue depuis les hauteurs de Lormont[62],[63].
- Stendhal (1783-1842), romancier, écrivit en 1838 : « Il faut convenir aussi que le Lido de Venise ne peut pas soutenir la comparaison avec l'admirable colline couverte de grands arbres et de belles fabriques qui vient finir à la Garonne par des falaises déchirées au-dessus du village de Lormont »[64].
- Marceline Desbordes-Valmore (1786-1859), poétesse, écrivit : « Aux coteaux de Lormont j'avais légué ma cendre ; Lormont n'a pas voulu d'un fardeau si léger... »[65].
- Jean-Baptiste Charcot (1867-1936), explorateur des zones polaires, se fit construire dans la commune, par le chantier naval Bonnin, son premier "Pourquoi-Pas ?", cotre de 19,50 m (20 tonneaux).
- Gustave Leverne, ingénieur en chef des Forges et Chantiers de la Gironde (1861-1940), a dirigé de 1911 à 1913 la construction du France II, alors le plus grand voilier du monde.
- François Mitterrand, président de la République, inaugure la place de la Révolution française, cœur de Lormont Génicart le 23 mai 1987[66].
- Myriam Borg-Korfanty, championne du monde de handball en 2003, est la marraine du club Lormont handball.
- Mahyar Monshipour, champion du monde WBA de boxe, est le parrain du Boxing club de Lormont depuis 2005.
- Guy Lapébie, médaillé d'or de la course en ligne et de la poursuite par équipes aux Jeux olympiques de 1936, est le parrain de la Roue lormontaise cyclo club.
- Raymond Poulidor, Jannie Longo et Pascale Jeuland, champions cyclistes, sont également parrain et marraines de la Roue lormontaise cyclo club.
- Ludovic Lamine Sané, footballeur, a débuté et poursuivi sa formation à Lormont avant d'intégrer le Football Club des Girondins de Bordeaux à 21 ans en juin 2008.
- Roger Bambuck, champion olympique et ancien secrétaire d'État à la jeunesse et aux sports, est le président du Comité éditorial  du salon Les Foulées littéraires de Lormont, depuis leur création en 2011.
- Gérard Jugnot et François Berléand, acteurs, ont tourné à Lormont en 2010 une partie de Un jour mon père viendra (2012) de Martin Valente[67].
- Monia Rizkallah[68], violoniste, a été formée à l'école municipale de musique de Lormont pendant son enfance puis son adolescence avant de rejoindre les conservatoires supérieurs de Bordeaux et de Paris. Elle est aujourd'hui premier chef d'attaque à l'Opéra de Berlin[69],[70]
- Cécile Bois, actrice (cinéma, théâtre, télévision), a grandi à Lormont et à Bassens[71]
- François Hollande, président de la République, a célébré à Lormont en les 50 ans de vie politique de Philippe Madrelle[72]
- Francis Perrin et Gaëlle Bona ont tourné en 2019 à Bordeaux et en partie à Lormont des épisodes de la série policière Mongeville, en particulier l'épisode Mauvaise foi (S01E21)[73],[74].
- Les frères Moïse et Joseph N'Tumba, auteurs-compositeurs-interprètes et danseurs-chorégraphes du groupe Tribal Jam, ont grandi à Lormont[75].

### Héraldique
Les armoiries de la ville ont été choisies en janvier 1969 à la suite d’un concours et validées par le conseil municipal, le 6 juin 1969. Sa forme en écu anglais tient à rappeler les liens qui unissaient Lormont à l’Angleterre.
Sa signification est la suivante :
- Azur : Vastes horizons des coteaux ;
- Orange meublé d’argent : La beauté des couchers de soleil sur la Garonne ;
- Nef : La pérennité du fleuve ;
- Coquille de pèlerin de Saint-Jacques-de-Compostelle : Les siècles de passage et de vie religieuse ;
- Laurier : Clé du nom de la commune ;
- Pont d’Aquitaine : Symbole majestueux et longtemps visible (avenir).

Blasonnement : Écartelé, au premier d'azur à la nef équipée et habillée d'argent, au deuxième d'orangé au pont d'Aquitaine d'argent en perspective fuyante vers senestre, au troisième d'orangé au rameau de laurier d'argent arqué vers dextre, au quatrième d'azur à la coquille d'argent.